# Vocado
Vocado är en svensk vokalgrupp bildad 2004 på Sjöviks folkhögskola utanför Avesta. 
Gruppen består av Amanda Sjöberg (sopran), Malin Gavelin (mezzosopran), Lukas Gavelin (tenor), Anton Leanderson-Andréas (baryton) och Joel Nilson (bas). Vocados repertoar är blandad och består av jazz och pop, visa och folkmusik. Gruppen gav i augusti 2011 ut debutskivan Northern Lights.
Gruppen har vunnit flera internationella utmärkelser inom a cappella-genren:
- Årets kör 2011, utsedd av Sveriges Körförbund[1]
- Vinnare av jazz- och popkategorin vid Vocal.total i Graz, Österrike (2010)[2]
- Vinnare av Kaggenstipendiet, tilldelats av Orphei Drängar (2009)[källa behövs]
- Vinnare av International A Cappella Contest i Leipzig (2008)[källa behövs]